# 孫逢吉 (洪武舉人)
孫逢吉（14世紀—15世紀），號迪菴，江西九江府瑞昌縣人，明朝政治人物。

## 生平
孫逢吉是洪武二十九年（1396年）丙子科江西鄉試舉人，授國子監監丞，陞知縣，上級得知其賢能，陞山東按察司僉事、提督學政，調福建按察司僉事，永樂元年（1403年）調浙江按察司僉事，歷任九年，入祀浙江名宦祠及瑞昌鄉賢祠。

## 引用
1. 1 2  同治《瑞昌縣志·卷八·人物志》：孫逢吉 字迪菴，洪武丙子科舉人，授國學丞，陞知縣，當事聞其賢，超授山東提學，厯官浙江副使凡九年，從祀浙省名宦，妻本邑光祿大夫程時敏女，子輝中式永樂己酉科，祀鄉賢。
2. ↑  《明太宗文皇帝實錄·卷二十四》：（永樂元年十月）辛未……改福建按察司僉事孫逢吉為浙江按察司僉事……